# Starobžegokaj
Starobžegokaj (in lingua russa Старобжегокай) è un centro abitato dell'Adighezia, situato nel Tachtamukajskij rajon. La popolazione era di 2.579 abitanti al dicembre 2018. Ci sono 79 strade.